# Maddie Hasson
Maddie Hasson (* 4. Januar 1995 in New Bern, North Carolina als Madelaine Hasson) ist eine US-amerikanische Schauspielerin.

## Leben und Karriere
Maddie Hasson wurde im Januar 1995 in New Bern, einer Kleinstadt im US-Bundesstaat North Carolina, als Tochter von Catherine und Michael Hasson, einem Kieferchirurg, geboren. Sie wuchs mit ihrer älteren Schwester in Wilmington auf und besuchte dort die Cape Fear Academy. In Wilmington nahm sie acht Jahre lang mit den Wilmington’s Fox Troupe Dancers an verschiedenen Wettbewerben teil und begann ihre Schauspielkarriere in Stücken wie Grey Gardens und The Best Little Whorehouse in Texas an den örtlichen Theatern. Für erste Castings zog sie mit ihrer Mutter nach Los Angeles und beendete dort ihre Highschool über Online-Kurse. Sie bewarb sich für eine Rolle in der von The CW ausgestrahlten Serie The Secret Circle, wurde allerdings nicht engagiert. Kurz darauf wurde sie im Sommer 2011 für den Bones-Ableger The Finder gecastet. In der kurzlebigen Serie spielte sie die Rolle der Willa Monday, einer Roma, die Walter Sherman (Geoff Stults) bei seinen Ermittlungen hilft.
Zuvor war sie bereits in einer kleinen Rolle in Bobcat Goldthwaits schwarzer Komödie God Bless America zu sehen. 2012 übernahm sie eine Gastrolle in der dritten Episode der zweiten Staffel von Grimm und erhielt ihre erste Hauptrolle in der ABC-Family-Mystery-Jugendserie Twisted. Dort spielte sie neben Avan Jogia und Kylie Bunbury die Rolle der Jo Masterson.

## Filmografie (Auswahl)
- 2011: God Bless America
- 2012: The Finder (Fernsehserie, 13 Episoden)
- 2012: Grimm (Fernsehserie, Episode 2x03)
- 2013: Underdogs
- 2013–2014: Twisted (Fernsehserie, 20 Episoden)
- 2015: I Saw the Light
- 2015: A Light Beneath Their Feet
- 2017: Novitiate
- 2017: Good After Bad
- 2017–2019: Mr. Mercedes (Fernsehserie, 4 Episoden)
- 2018–2019: Impulse (YouTube-Serie, 20 Episoden)
- 2019: We Summon the Darkness
- 2021: Malignant
- 2022: Taurus
- 2022: Fixation
- 2022–2025: The Recruit (Fernsehserie, 8 Episoden)
- 2024: Elevation
- 2024: Bone Lake